# عبد المجيد اليمني
عبد المجيد بن عبد الرحمن اليمني من مواليد الرياض منشد وممثل سعودي ومدير قنوات المجد الفضائية للأطفال حاصل على ماجستير تخصص إعلام تربوي كانت بدايته من المراكز الصيفية عام 1402هـ ثم في جامعة الملك سعود بالرياض عام 1406 هـ .

## أعمالة وبرامجه
- مواهب وأفكار
- سواليف
- بواري
- وناسة
- كشتات
- أهلآ أهلآ
- فعاليات الصيف
- نبي الرحمة
- وش تقول
- تستاهل
- نجوم وأسماء
- فعاليات
- بنيتي
- مواهب وأفكار
- دكان الحارة
- شعبيات
- كل يوم سياره في موسمه السابع
- مساء المجد
- الساريه 3 شارك كعضو في لجنه التحكيم
- هذا الكلام
- الدله
- خيمه مكنون
- نسمع
- سوق الذهب
- نجوم